# ترفند پانزی

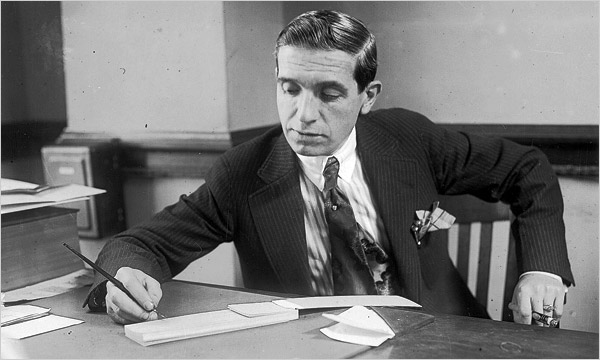
چارلز پانزی، سال ۱۹۲۰. ترفند پانزی از نام وی گرفته شده‌است

ترفند پانزی یک عملیات سرمایه‌گذاری کلاه‌بردارانه است. در این ترفند به سرمایه‌گذاران سودهایی برگردانده می‌شود که از بهره‌های متعارف به شیوه‌ای غیرعادی بالاترند. البته این سود از پول سرمایه‌گذاران بعدی تأمین می‌شود و شرکت یا فرد دریافت‌کنندهٔ سرمایه نیازی به انجام کار اقتصادی با پول دریافتی ندارد. نام این ترفند از نام چارلز پانزی گرفته شده‌است.
در این روش، ابتدا سرمایه تعدادی از سرمایه گذاران، جذب طرح پانزی شده و سرمایه ی سرمایه گذاران بعدی به عنوان سود  سرمایه گذاران اولیه پرداخت می‌شود.

## شرح
ترفند پانزی یک عملیات سرمایه‌گذاری کلاهبردارانه است که عایدی‌هایی را از همان پول سرمایه‌گذاری شده یا پولی که بوسیلهٔ سرمایه‌گذاران بعدی پرداخت شده‌است، به سرمایه‌گذاران خودش پرداخت می‌کند به‌جای اینکه عایدی را از هر سود واقعی حاصل شده توسط شخص یا سازمانی که عملیات را اجرا می‌کند پرداخت نماید. ترفند پانزی معمولاً سرمایه‌گذاران جدید را با ارائه عایدی‌هایی که دیگر سرمایه‌گذاری‌ها نمی‌توانند تضمین کنند اغواء می‌کند. این عایدی‌ها سودهای به‌طور غیرعادی بالا در کوتاه مدت یا به‌طور غیرعادی ثابت و با دوام هستند. دائمی بودن عایدی‌هایی که یک ترفند پانزی تبلیغ و پرداخت می‌کند نیازمند یک جریان پول همیشه در حال افزایش از جانب سرمایه‌گذاران است تا سیستم را در حال کار نگه دارد.
سرنوشت این سیستم فروپاشی است زیرا سودهای واقعی آن (اگر اصلاً هیچ سودی در کار باشد) کمتر از مقدار پرداخت به سرمایه‌گذاران است. معمولاً این سیستم قبل از آنکه دچار فروپاشی شود بوسیلهٔ مراجع قانونی برهم زده می‌شود زیرا چنین سیستمی مورد سوءظن قرار گرفته یا مروج آن اسناد اعتباری ثبت نشده می‌فروشد. همچنان که سرمایه‌گذاران بیشتری درگیر می‌شوند، احتمال اینکه توجه مراجع قانونی به آن جلب شود بیشتر می‌شود.
اسم این سیستم بر اساس اسم چارلز پانزی که برای استفاده از این ترفند در سال ۱۹۲۰ بدنام شده بود انتخاب شده‌است. پانزی این سیستم را اختراع نکرده بود اما عملیات او چنان پولی را به خود جذب کرد که اولین موردی بود که در سرتاسر ایالات متحده شناخته شد. سیستم پانزی ابتدا بر اساس خرید و فروش همزمان کوپن‌های بین‌المللی تمبر پستی بود، اما او به زودی پول سرمایه‌گذاران را جهت پشتیبانی پرداخت به سرمایه‌گذاران قبلی و خودش بکار گرفت.
طرحهای پانزی به دلیل وعده سودهای بالا معمولاً سریع رشد میکنند، اما این رشد غیرقابل تداوم است در نهایت مجری طرح ممکن است ناپدید شود یا به خاطر فعالیتهای کلاهبردارانه به دام قانون بیفتد
عواقب ویرانگر طرحهای پانزی فقط به سرمایه گذاران خرد محدود نمیشود، بلکه به اعتماد کلی مردم به سرمایه گذاران نیز آسیب میرساند.
این کلاهبرداری معمولا با تبلیغات فریبنده آغاز می شود و سرمایه گذاران را با وعده سودهای بالا جذب می کند. در نهایت، زمانی که تعداد سرمایه گذاران جدید کاهش می یابد و مجری نتواند سرمایه کافی برای پرداخت سود جذب کند، طرح از هم می پاشد و بسیاری از سرمایه گذاران پول خود را از دست می دهند.

## مثال فرضی
فرض کنید تبلیغاتی شروع شده‌است که وعدهٔ عایدی‌های فوق‌العاده را برای سرمایه‌گذاران می‌دهد. برای مثال، سود ۲۰٪ برای یک قرارداد ۳۰ روزه. هدف معمولاً اغواء کردن مردم عامی که دانش عمیقی از امور سرمایه‌گذاری یا اصطلاحات آن ندارند است. اصطلاحات ساختگی زبانی که تأثیرگذار بنظر می‌رسند اما اساساً بی‌معنی هستند برای خیره کردن سرمایه‌گذاران بکار می‌روند. اصطلاحاتی همچون hedge futures trading، برنامه‌های سرمایه‌گذاری با بازدهی بالا (HYIP)، سرمایه‌گذاری در کشورهای دیگر که قوانین مالی مساعدتری دارند، ممکن است استفاده شوند. مروج این سیستم سپس سهام‌هایی را به سرمایه‌گذارانی که اساساً قربانیان یک حقهٔ جلب اعتماد هستند که به علت بی‌دانش بودن یا عدم کفایت فریفته شده‌اند، می‌فروشد. همچنین ادعاهایی همچون یک استراتژی سرمایه‌گذاری انحصاری که باید برای اطمینان از برتری رقابتی محرمانه نگه داشته شود ممکن است برای پنهان کردن ماهیت سیستم استفاده شوند.
بدون مزیت اطلاعات قبلی یا واضح در مورد سرمایه‌گذاری، فقط تعداد کمی سرمایه‌گذار اغواء می‌شوند که معمولاً مبالغ کوچکی سرمایه‌گذاری می‌کنند. ۳۰ روز بعد، سرمایه‌گذار سرمایهٔ اولیهٔ خود را بعلاوهٔ ۲۰٪ سود دریافت می‌کند. در این موقع، سرمایه‌گذار انگیزهٔ بیشتری برای سرمایه‌گذاری با مبلغ بیشتر پیدا کرده و همچنان که اخبار این واقعه منتشر می‌شود بقیهٔ سرمایه‌گذاران از فرصت برای شراکت استفاده می‌کنند، که موجب یک اثر آبشاری بر اثر وعدهٔ دریافتی‌های غیرعادی می‌شود. اما، بازگشت پول به سرمایه‌گذاران ابتدایی از محل سرمایه‌گذاری تازه‌واردها پرداخت می‌شود، نه از محل سودها.
یک علت اینکه سیستم در ابتدا چنان خوب کار می‌کند آن است که سرمایه‌گذاران اولیه، آن‌هایی که عملاً عایدی‌های بزرگ را دریافت می‌کنند، معمولاً پول خود را دوباره در سیستم سرمایه‌گذاری می‌کنند؛ بنابراین، آن‌هایی که سیستم را اجرا می‌کنند عملاً مجبور به پرداخت مبلغ خالص زیادی نیستند؛ آن‌ها به سادگی باید عبارت‌هایی را به سرمایه‌گذاران بفرستند که نشان می‌دهند آن‌ها با نگه داشتن پول چقدر بدست آورده‌اند و با این کار این فریب را که سیستم یک سرمایه‌گذاری با سود بالاست حفظ کنند.
مبلغان همچنین تلاش می‌کنند بازپس‌گیری‌ها را با ارائه پلان‌های جدید به سرمایه‌گذاران، به حداقل برسانند. پلان‌هایی که معمولاً در آن‌ها پول به ازای سودهای بالاتری برای مدت بیشتری نگه داشته می‌شود. مروج مشاهده می‌کند که پول همچنان که به سرمایه‌گذاران گفته می‌شود که آن‌ها نمی‌توانند پول را از پلان اول به پلان دوم انتقال دهند جریان می‌یابد. اگر تعداد کمی از سرمایه‌گذاران بخواهند پول خود را بر اساس موارد اجازه داده شده بازپس بگیرند، درخواست آن‌ها فوراً انجام می‌شود که باعث می‌شود این توهم برای تمام سرمایه‌گذاران دیگر ایجاد شود که سرمایه و سود آن‌ها قابل پرداخت است.

## افشا شدن یک سیستم پانزی
در نقطه‌ای یکی از این‌ها اتفاق خواهند افتاد:
1. مروج با تمام پول‌های باقی‌ماندهٔ سرمایه‌گذاری‌ها (منهای مبالغی که قبلاً به سرمایه‌گذاران پرداخت شده‌است) ناپدید خواهد شد.
2. از آنجاییکه سیستم به یک جریان مداوم از سرمایه‌گذاری‌ها نیاز دارد تا سودهای بالاتر را بپردازد، یک بار که سرمایه‌گذاری کند شود، سیستم زیر وزن خودش شروع به فروپاشی خواهد کرد (هرچه سودها بالاتر باشند ریسک فروپاشی سیستم بیشتر است). چنان بحران‌هایی در امکان نقد شدن اغلب باعث وحشت عمومی می‌شوند چراکه افراد بیشتری شروع به درخواست پول خود می‌کنند.
3. نیروهای خارجی بازار، همچون یک افول شدید در اقتصاد (مثل Madoff و بحران اقتصادی جهانی سال ۲۰۰۸)، باعث می‌شوند که بسیاری از سرمایه‌گذاران بخشی یا تمام پول خود را بازپس بگیرند؛ نه لزوماً بخاطر از دست دادن اعتماد نسبت به سرمایه‌گذاری، بلکه به سادگی بخاطر قوانین بنیادین بازار پایه‌ای. در مورد Madoff، درآمد پس از اینکه سرمایه‌گذاران به عنوان بخشی از رکود اقتصادی جهانی که تمام سرمایه‌گذاری‌ها را تحت تأثیر قرار داد تلاش کردند تا ۷ میلیارد دلار را بازپس بگیرند دیگر نتوانست عادی بنظر برسد.
4. بیشتر شرکت‌های پانزی فقط با یک ثبت ساده خود را قانونی جلوه می‌دهند در حالیکه برای دریافت پول از مردم و پرداخت سود می‌بایست غیر از ثبت مجوز مدیریت سرمایه و پرداخت را نیز داشته باشد.
5. در مرحله اول برای شناختن طرح سالم از یک ترفند هرمی و پانزی در ابتدا می‌بایست از لحاظ حقوقی آن را مورد بررسی قرار داد و مجوزهای دولتی شرکت را مورد بررسی و صحت آن را استعلام نمود. توجه داشته باشید که شرکت‌های سالم پرداخت سود را منوط به خرید سهام با مقدار مشخص انجام می‌دهند و نوع ثبت آنان سهامی عام است.

## سیستمهای مشابه
- یک سیستم هرمی یک شکل از کلاهبرداری است که از بعضی جهات به یک سیستم پانزی شباهت دارد که همانند آن بر روی یک باور اشتباه به یک واقعیت ناموجود اقتصادی استوار است که شامل امید برای یک نرخ بی‌نهایت بالای سود است. اما چندین مشخصه آن‌ها را از سیستم پانزی متمایز می‌کند:
  - در یک سیستم پانزی، مجری سیستم به عنوان یک مرکز برای قربانیان عمل می‌کند که با همهٔ آن‌ها به صورت مستقیم تعامل می‌کند. در یک سیستم هرمی، آن‌هایی که مشارکت‌کنندگان جدیدی را وارد می‌کنند مستقیماً سود می‌برند. (درواقع شکست در وارد کردن دیگران معمولاً به معنای عدم سود است).
  - یک سیستم پانزی ادعا می‌کند که بر یک روش محرمانهٔ سرمایه‌گذاری (ارتباط‌های داخلی و غیره) متکی است و اغلب سرمایه‌گذاران غنی را به خود جذب می‌کند؛ درحالی‌که سیستم‌های هرمی صریحاً اعلام می‌کنند که پول جدید منشأ پرداخت سرمایه‌گذاری‌های اولیه خواهد بود.
  - یک سیستم هرمی خیلی سریع‌تر فرو می‌پاشد چون برای سرپا نگه‌داشتن خود به افزایش تصاعدی مشارکت‌کنندگان نیاز دارد. در مقابل، سیستم‌های پانزی می‌توانند به سادگی با ترغیب کردن اکثر مشارکت‌کنندگان به سرمایه‌گذاری مجدد پولشان، با تعداد نسبتاً کمی از مشارکت‌کنندگان جدید بقا یابند.
- حباب اقتصادی: یک حباب از این جهت که یک مشارکت‌کننده به‌وسیلهٔ مشارکت‌هایی از یک مشارکت‌کنندهٔ بعدی پول دریافت می‌کند (تا فروپاشی اجتناب‌ناپذیر) شبیه یک سیستم پانزی است، اما به شکل کامل با آن یکسان نیست. یک حباب با قیمت‌های همواره در حال افزایش در یک بازار باز (برای مثال سهام، املاک) که قیمت‌ها در حال افزایش هستند چون خریداران قیمت بیشتری پیشنهاد می‌کنند چون قیمت‌ها در حال افزایش هستند، درگیر است. اغلب گفته می‌شود حباب‌ها بر «نظریه احمق‌تر» بنا شده‌اند. همچون سیستم پانزی، قیمت از ارزش ذاتی کالا تجاوز می‌کند، اما برخلاف سیستم پانزی، هیچ شخصی که ارزش ذاتی را نادرست جلوه دهد وجود ندارد. با وجود تئوری احمق‌تر در ذهن، بعضی ممکن است در عین این‌که باور دارند که اسناد اعتباری بر اساس یک حباب بیش از حد قیمت دارند سرمایه‌گذاری کنند.
- ساختار طرح قرارداد هوشمند یا اسمارت کانترکت (Smart Contract) ترون:
- دقت بفرمایید که در سیستم‌های اسمارت کانترکت «شما به تمام جوانب پلتفرم دسترسی خواهید داشت و مقولهٔ فریب و اغوا عملاً وجود نخواهد داشت»
- سایت اکواسمارت (EcoSmartECS) نیز کاملاً یک طرح پانزی است. در این طرح هیچ سودی تولید نمی‌شود. ساختار به صورت هرمی است و سود افراد از طریق جذب زیرمجموعه جدید با استفاده از کد معرف (Referral) هر فرد تأمین می‌شود. در این طرح افراد تنها برای کسب سود وارد این سیستم می‌شوند و این طرح به جز گرفتن پول از افراد جدید و توزیع آن به صورت هرمی میان افراد قدیمی، چیز دیگری نیست. از طرفی تعداد افراد دارای دانش اندک که فریب سر شاخه‌های هرم را می‌خورند و وارد سیستم می‌شوند محدود است؛ بنابراین این طرح به صورت منطقی تا زمانی زنده است که نرخ جذب افراد جدید افزایشی باشد. در خوشبینانه‌ترین حالت فرض می‌کنیم قرار نیست در آینده نزدیک، سرشاخه‌های اصلی سرمایه افراد را به جیب زده و غیب شوند (البته در تمام طرح‌های پانزی بلا استثناء این اتفاق افتاده‌است). در این حالت، پس از این که نرخ جذب افراد جدید کاهشی شود، افراد جدیدتر متضرر خواهند شد. اما چرا افراد جدید متضرر خواهند شد؟ چون در این سیستم شما باید برای دریافت سود بیشتر، اکانت خود را مرتباً ارتقاء دهید! از طرفی هر دو ماه همه چیز صفر می‌شود و اگر شما نتوانید پس از آپگرید اکانت خود افراد را جذب نمایید، شما متضرر خواهید شد؛ لذا محدود بودن تعداد افراد و جامعه هدف، باعث می‌شود که دیر یا زود بسیاری از افراد جدید سرمای‌های خود را از دست رفته ببینند.[۲]
- پروژه قرارداد هوشمند یا اسمارت کانترکت (Smart Contract) ترون یک طرح کاملا پانزی است و محکوم است به ضرر عدهٔ کثیری از افراد به جز سر شاخه‌های قدیمی‌تر که در نهایت با کسب سود از طریق جذب افراد کم اطلاع و جدید، پول را از جیب این افراد جدید برداشته و غیب خواهند شد. توضیحات قرارداد هوشمند و اسمارت کانترکت ترون و … یک پوشش است برای اجرای یک طرح پانزی جدید برای فریب بیشتر مردم. قرارداد هوشمند مقوله‌ای متفاوت از توضیحاتی است که در ویدیوهای آموزشی این طرح بیان می‌شود. بلاکچین متفاوت از چیزی است که در مطالب و ویدیوهای آموزشی ذکر می‌شود. این‌ها پوشش است. مسئله اصلی، یک طرح هرمی و پانزی است. طرحی که هیچ بازده و ارزش افزوده‌ای به جز گرفتن پول از افراد جدید و توزیع آن بین افراد قبلی ندارد.[۳] اما با این وجود این نوع کسب کار مورد پسند خیلی از اشخاصی که جرئت و جسارت ریسک دارند می‌باشد.

## ترفند پانزی در ایران
از شرکت‌هایی که در ایران از این ترفند استفاده می‌کنند می‌توان به لیست زیر اشاره کرد:
- شرکت سوئیس‌کش[۴] که در سال ۱۳۸۶ خورشیدی ۱۶۰ نفر از عوامل اصلی و فعالان این‌گونه شرکت‌ها در تهران دستگیر شدند.[۵]
- شرکت کوروش کمپانی
- شرکت یونیک فاینانس
- سایت Q-Vision
- پگاسوس راید
- فلاکس کارت
- مای همراه
- شرکت مادیار نگین ایرانیان، به نمایندگی آقای غبیشاوی

### یونیک فاینانس
شرکت یونیک فاینانس (به انگلیسی: Unique Finance) در سال ۲۰۲۱، شرکت یک Token ساخت با اسم Unique Utility در شبکه ERC20 (برای ارائه خدمات بهتر به سهامداران و تضمین رشد و بقای شرکت) ولی نتوانست خوب آن را مدیریت کند و باعث ریزش این ارز شد، و برای حل مشکل و توقف موقتی شرکت، بیمه capital protection scheme را فعال کرد و سهامدارانی که نمی‌توانند تا احیای شرکت صبر کنند، اگر بدهی دارند درخواست مطالبه کنند.
ولی بیش از ۱سال هست که نه شرکت پاسخگو هست و نه نمایندگان خاورمیانه شرکت.
سهامدارانی که درخواست بیمه داده‌اند ولی هنوز یک قسط هم از سرمایه ای که طلب دارند را دریافت نکرده‌اند، باید از شرکت یونیک فاینانس، نمایندگان و مدیرعاملان خاورمیانه Unique Portfolio managment، شرکت بیمه گذار Global Portfolio Management شکایت و درخواست مطالبه کنند.

#### حکم دادگاه ایران
ذبیح الله خدائیان سخنگوی قوه قضاییه در نشست خبری سخنگوی قوه قضائیه آراء صادره برای متهمان شرکت هرمی یونیک فاینانس را به شرح زیر اعلام کرد:
- محسن درخشان فر، ۲۰ سال حبس و جزای نقدی
- مجید فریدی، ۵ سال حبس
- مصطفی الماسی، ۵ سال حبس

#### بازداشت و استرداد
در تاریخ ۱۸ آبان ۱۴۰۳ (۸ نوامبر ۲۰۲۴)«فرزین فردین فرد» در امارات متحده عربی بازداشت شد.